# Aprostocetus coimbatorensis
Aprostocetus coimbatorensis is een vliesvleugelig insect uit de familie Eulophidae. De wetenschappelijke naam is voor het eerst geldig gepubliceerd in 1921 door Rohwer.